# Barbados ai Giochi della XX Olimpiade
Barbados partecipò ai Giochi della XX Olimpiade che si sono svolti a Monaco di Baviera dal 26 agosto all'11 settembre 1972, con una delegazione di 13 atleti impegnati in altrettante competizioni di quattro diverse discipline. Portabandiera fu il pesista Anthony Phillips, alla sua seconda Olimpiade. Fu la seconda partecipazione di questo paese ai Giochi con una propria delegazione. Non fu conquistata nessuna medaglia.